# Villaguay
Villaguay é um município da província de Entre Ríos, na Argentina.